# Tore Tallroth
Tore Oscar Fredrik Tallroth, född 19 september 1912 i Norrköping, död 12 maj 1992, var en svensk diplomat och hovfunktionär.

## Biografi
Tallroth, som var son till köpmannen Ivar Pettersson och Frida Wallsten, blev fil. kand. i Uppsala 1941 och var anställd vid statens informationsstyrelse 1941–1944. Han var sekreterare och ombudsman vid Svenska institutet 1945, biträdande direktör där 1947–1949 och 1952–1957 samt verkställande direktör 1957–1963. Han var press- och kulturattaché i Washington, D.C. 1949–1952, generalkonsul i New York 1963–1970, svenska regeringens rådgivare i frågor rörande svensk upplysningsverksamhet i utlandet 1970–1972 och ordförande och chef för Kollegiet för Sverigeinformation i utlandet 1970–1972. Tallroth var sakkunnig vid Utrikesdepartementet (UD) för upplysningsverksamhet i utlandet samt fick ambassadörs ställning 1972 och var överceremonimästare 1977–1983.
Han var styrelseledamot i Svensk-amerikanska nyhetsbyrån från 1955, i Riksförbundet för Sveriges försvar från 1947 och i Svenska institutet i Athen från 1955. Tallroth var ledamot i Svenska Unescorådet och dess arbetsutskott från 1957, styrelseledamot i International Graduate School och delegat vid internationella konferensen för tekniskt bistånd 1953, 1954, 1955 och 1958. Han var sakkunnig i Europarådets kulturexpertkommission 1958–1962 och ledamot i handelsdepartementets utställningsberedning från 1957. Tallroth var ledamot av Sveriges delegation vid europeiska säkerhetskonferensen i Helsingfors och Genève 1973–1974, i Sveriges delegation i FN 1976 och 1977 samt i statliga utredningar. Han var vidare ledamot av Sjöhistoriska museets nämnd 1977, ordförande 1978, styrelseledamot i Utlandssvenskarnas förening från 1970 och ordförande i Svensk-amerikanska sällskapet 1971-1979.
Tallroth gifte sig 1945 med Märta Hellner (1916–2007), som var äldsta dotter till justitierådet Johannes Hellner och Agnes Ekman samt förebilden för Präktiga Märta i böckerna om Pelle Svanslös.